# العلاقات البريطانية المالطية
العلاقات البريطانية المالطية هي العلاقات الثنائية التي تجمع بين المملكة المتحدة ومالطا.

## مقارنة بين البلدين
هذه مقارنة عامة ومرجعية للدولتين:
| وجه المقارنة                                              | المملكة المتحدة                 | مالطا                                                     |
| --------------------------------------------------------- | ------------------------------- | --------------------------------------------------------- |
| المساحة (كم2)                                             | 242.50 ألف                      | 316                                                       |
| عدد السكان (نسمة)                                         | 66.02 مليون                     | 465.29 ألف                                                |
| الكثافة السكانية (ن./كم²)                                 | 272.25                          | 147.24 ألف                                                |
| العاصمة                                                   | لندن                            | فاليتا                                                    |
| اللغة الرسمية                                             | لغة إنجليزية، اللغة الويلزية    | اللغة المالطية، لغة إنجليزية                              |
| العملة                                                    | جنيه إسترليني                   | يورو، ليرة مالطية                                         |
| الناتج المحلي الإجمالي (بليون دولار)                      | 2.62 تريليون                    | 12.54 مليار                                               |
| الناتج المحلي الإجمالي (تعادل القوة الشرائية) بليون دولار | 2.72 تريليون                    | 14.68 مليار                                               |
| الناتج المحلي الإجمالي الاسمي للفرد دولار أمريكي          | 43.88 ألف                       | 22.60 ألف                                                 |
| الناتج المحلي الإجمالي للفرد دولار أمريكي                 | 40.23 ألف                       |                                                           |
| مؤشر التنمية البشرية                                      | 0.907                           | 0.839                                                     |
| رمز المكالمات الدولي                                      | +44                             | +356                                                      |
| رمز الإنترنت                                              | .uk، .gb                        | .mt                                                       |
| المنطقة الزمنية                                           | توقيت غرينيتش، توقيت غرب أوروبا | توقيت وسط أوروبا، ت ع م+01:00، ت ع م+02:00، أوروبا/مالطا ‏ |

## مدن متوأمة
في ما يلي قائمة باتفاقيات التوأمة بين مدن بريطانية ومالطية:
- ترتبط Sherborne [الإنجليزية]‏ مع مارساسكالا باتفاقية توأمة.

## منظمات دولية مشتركة
يشترك البلدان في عضوية مجموعة من المنظمات الدولية، منها:
| علم المنظمة | اسم المنظمة                               | تاريخ انضمام المملكة المتحدة | تاريخ انضمام مالطا |
| ----------- | ----------------------------------------- | ---------------------------- | ------------------ |
|             | منظمة الأمن والتعاون في أوروبا            | 25 يونيو 1973                | 25 يونيو 1973      |
|             | مجموعة أستراليا                           | 1985                         | 2004               |
|             | مجموعة الموردين النوويين                  | ?                            | ?                  |
|             | المنظمة الهيدروغرافية الدولية             | ?                            | ?                  |
|             | يونسكو                                    | 4 نوفمبر 1946                | 10 فبراير 1965     |
|             | مؤسسة التمويل الدولية                     | 20 يوليو 1956                | 1 يونيو 2005       |
|             | منظمة الشرطة الجنائية الدولية             | ?                            | ?                  |
|             | الاتحاد الأوروبي                          | 1973                         | 1 مايو 2004        |
|             | مجلس أوروبا                               | 5 مايو 1949                  | ?                  |
|             | منظمة التجارة العالمية                    | 1995                         | ?                  |
|             | الاتحاد الدولي للاتصالات                  | 24 فبراير 1871               | 1965               |
|             | دول الكومنولث                             | 11 ديسمبر 1931               | ?                  |
|             | المركز الدولي لتسوية المنازعات الاستشارية | 18 يناير 1967                | 3 ديسمبر 2003      |
|             | منظمة حظر الأسلحة الكيميائية              | ?                            | ?                  |
|             | الأمم المتحدة                             | 24 أكتوبر 1945               | 1 ديسمبر 1964      |
|             | وكالة ضمان الاستثمار متعدد الأطراف        | 12 أبريل 1988                | 12 سبتمبر 1990     |
|             | البنك الدولي للإنشاء والتعمير             | 27 ديسمبر 1945               | 26 سبتمبر 1983     |
|             | الاتحاد البريدي العالمي                   | ?                            | ?                  |
|             | المنظمة الأوروبية لسلامة الملاحة الجوية   | 1960                         | 1989               |
|             | الفريق المعني برصد الأرض                  | ?                            | ?                  |

## أعلام
هذه قائمة لبعض الشخصيات التي تربطها علاقات بالبلدين:
- إريك كول (لاعب كريكت بريطاني، 10 فبراير 1906 – 19 ديسمبر 1992)
- توني بوليس (16 يناير 1958 – )
- جوزيف غات (3 ديسمبر 1974 – )
- جوليس دي مارتينو (موسيقي بريطاني، 17 يوليو 1967 – )
- ديفيد ميلار (درّاج طريق من المملكة المتحدة، 4 يناير 1977 – )
- سام ماجري (لاعب كرة قدم، 30 مارس 1994[26] – )
- سوزان ميززي (1 ديسمبر 1967 – 22 مايو 2011[27])
- هربرت ميخائيل غيليس (10 سبتمبر 1921 – 20 أكتوبر 2015)

## وصلات خارجية
- موقع وزارة الخارجية البريطانية
- موقع وزارة الخارجية المالطية